# Apristurus japonicus
Apristurus japonicus – gatunek ryby chrzęstnoszkieletowej z rodziny Pentanchidae, występujący we wschodnim Oceanie Spokojnym u południowych wybrzeży Wysp Japońskich na głębokościach przekraczających 2000 metrów. Dorosłe osobniki osiągają od 63–71 cm długości. Podobnie jak inne Pentanchidae, jest jajorodny.